# Герои Социалистического Труда Северной Осетии
В настоящий список включены:
- Герои Социалистического Труда, на момент присвоения звания проживавшие на территории современной Северной Осетии (31 человек);  персиковым цветом  выделены Герои, проживавшие на территории Коста-Хетагуровского района, в 1944—1957 годах входившего в состав Северо-Осетинской АССР, а ныне являющегося территорией Республики Ингушетия (8 человек);
- уроженцы Северной Осетии, удостоенные звания Героя Социалистического Труда в других регионах СССР (16 человек).
- Герои Социалистического Труда, прибывшие в Северную Осетию на постоянное проживание (4 человека).
- Серым цветом выделены лица , в отношении которых Указ Президиума Верховного Совета СССР о присвоении звания отменён (3 человека).

Вторая и третья часть списка могут быть неполными из-за отсутствия данных о месте рождения и месте смерти ряда Героев.
В таблицах отображены фамилия, имя и отчество Героев, должность и место работы на момент присвоения звания, дата Указа Президиума Верховного Совета СССР, отрасль народного хозяйства, а также ссылка на биографическую статью на сайте «Герои страны». Формат таблиц предусматривает возможность сортировки по указанным параметрам путём нажатия на стрелку в нужной графе.

## История
Первое, и самое массовое присвоение звания Героя Социалистического Труда в Северо-Осетинской АССР произошло 9 марта 1948 года, когда Указом Президиума Верховного Совета СССР за получение высоких урожаев пшеницы и кукурузы при выполнении колхозом обязательных поставок и натуроплаты за работу МТС в 1947 году и обеспеченности семенами зерновых культур для весеннего сева 1948 года звания Героя Социалистического Труда присвоено девятнадцати работникам сельского хозяйства и партийно-государственного аппарата Северо-Осетинской АССР (в 1949 году Указ в отношении трёх из них отменён).

## Лица, удостоенные звания Героя Социалистического Труда в Северо-Осетинской АССР
| №         | Фамилия, имя, отчество         | Даты жизни              | Деятельность | Дата присвоения | Отрасль            | ГС        |
| --------- | ------------------------------ | ----------------------- | --- | --------------- | ------------------ | --------- |
| 1         | Абаев Алексей Евстафьевич      | 12.04.1909 — 23.04.1957 | Председатель колхоза имени Сталина Пригородного района Северо-Осетинской АССР                                                   | 09.03.1948      | сельское хозяйство | [ ГС 1 ]  |
| 2         | Абаев Филипп Миткаевич         | 1898—1969               | Председатель колхоза имени Коста Хетагурова Пригородного района Северо-Осетинской АССР                                          | 09.03.1948      | сельское хозяйство | [ ГС 2 ]  |
| 3         | Алагов Темирби Харитонович     | 27.03.1926 — 24.08.2005 | Звеньевой колхоза «Чермен» Пригородного района Северо-Осетинской АССР                                                           | 23.06.1966      | сельское хозяйство | [ ГС 3 ]  |
| 4         | Албегов Харитон Андреевич      | 1908—2003               | Звеньевой колхоза «Хумалаг» Кировского района Северо-Осетинской АССР                                                            | 09.12.1961      | сельское хозяйство | [ ГС 4 ]  |
| 5         | Багаева Назират Константиновна | 1937—1985               | Доярка колхоза «Дружба» Пригородного района Северо-Осетинской АССР                                                              | 22.03.1966      | сельское хозяйство | [ ГС 5 ]  |
| 6         | Битиева Ева Николаевна         | 1917—1993               | Строгальщица вагоноремонтного завода имени С. М. Кирова Северо-Осетинского совнархоза, гор. Орджоникидзе                        | 07.03.1960      | транспорт          | [ ГС 6 ]  |
| 7         | Боллоева Полий Елкановна       | 1910—2004               | Звеньевая колхоза «Революция» Ирафского района Северо-Осетинской АССР                                                           | 09.03.1948      | сельское хозяйство | [ ГС 7 ]  |
| 7.000001  | Бондарев Фёдор Иванович        | 1909—1979               | Главный агроном районного отдела сельского хозяйства Коста-Хетагуровского района Северо-Осетинской АССР                         | 09.03.1948      | сельское хозяйство | [ ГС 8 ]  |
| 7.000002  | Бтемиров Иван Хасакоевич       | 1909 — 27.12.1990       | Секретарь Коста-Хетагуровского райкома ВКП(б), Северо-Осетинская АССР                                                           | 09.03.1948      | госуправление      | [ ГС 9 ]  |
| 7.000003  | Воробьёв Александр Иванович    | 1909—1981               | Директор Коста-Хетагуровской МТС Северо-Осетинской АССР                                                                         | 09.03.1948      | сельское хозяйство | [ ГС 10 ] |
| 8         | Гогичаева Назо Сардоевна       | род. 1926               | Доярка конезавода № 8 Правобережного района Северо-Осетинской АССР                                                              | 06.09.1973      | сельское хозяйство | [ ГС 11 ] |
| 9         | Дзгоев Еруслан Еламурзаевич    | род. 1935               | Звеньевой механизированного звена колхоза «Кавказ» Кировского района Северо-Осетинской АССР                                     | 08.04.1971      | сельское хозяйство | [ ГС 12 ] |
| 10        | Дзгоев Шамиль Кильцыкоевич     | 1911—1985               | Звеньевой колхоза имени Кирова Пригородного района Северо-Осетинской АССР                                                       | 09.03.1948      | сельское хозяйство | [ ГС 13 ] |
| 10.000004 | Ерманчук Иван Фёдорович        | 1907—1987               | Бригадир колхоза имени Ленина Коста-Хетагуровского района Северо-Осетинской АССР                                                | 09.03.1948      | сельское хозяйство | [ ГС 14 ] |
| 11        | Икоев Христофор Борисович      | 1898—1973               | Звеньевой колхоза имени Осипенко Пригородного района Северо-Осетинской АССР                                                     | 09.03.1948      | сельское хозяйство | [ ГС 15 ] |
| 11.000005 | Кайтуков Казгери Садулаевич    | 1909—1992               | Председатель Коста-Хетагуровского райисполкома Северо-Осетинской АССР                                                           | 09.03.1948      | госуправление      | [ ГС 16 ] |
| 12        | Кайтуков Темболат Темурович    | 20.05.1933 — 13.08.1997 | Бригадир проходчиков Садонского рудника Министерства цветной металлургии СССР, Алагирский район Северо-Осетинской АССР          | 20.05.1966      | металлургия        | [ ГС 17 ] |
| 13        | Кесаева Ксения Никифоровна     | 15.02.1919 — 14.12.2007 | Швея-мотористка Орджоникидзевской швейной фабрики имен Кирова Министерства лёгкой промышленности РСФСР, Северо-Осетинская АССР  | 05.04.1971      | легпром            | [ ГС 18 ] |
| 14        | Кетоев Борис Николаевич        | 17.09.1923 — 14.07.2015 | Звеньевой колхоза имени Сталина Пригородного района Северо-Осетинской АССР                                                      | 09.03.1948      | сельское хозяйство | [ ГС 19 ] |
| 15        | Кокаев Василий Николаевич      | 1892—1968               | Звеньевой колхоза имени Сталина Пригородного района Северо-Осетинской АССР                                                      | 09.03.1948      | сельское хозяйство | [ ГС 20 ] |
| 16        | Кокаев Саламгери Алиханович    | 15.07.1921 — 17.10.2007 | Доцент Северо-Осетинского государственного университета имени К. Л. Хетагурова                                                  | 05.11.1990      | наука              | [ ГС 21 ] |
| 17        | Коротенко Анна Ивановна        | 15.07.1919 — 14.05.1977 | Звеньевая колхоза «Путь сознания» Орджоникидзевского района Северо-Осетинской АССР                                              | 28.04.1949      | сельское хозяйство | [ ГС 22 ] |
| 17.000006 | Кравченко Николай Васильевич   | 28.11.1915 — 1986       | Звеньевой колхоза имени Орджоникидзе Коста-Хетагуровского района Северо-Осетинской АССР                                         | 09.03.1948      | сельское хозяйство | [ ГС 23 ] |
| 18        | Кулик Михаил Романович         | 1917 — ????             | Мастер паточного производства Бесланского маисового комбината Министерства пищевой промышленности РСФСР, Северо-Осетинская АССР | 21.07.1966      | пищепром           | [ ГС 24 ] |
| 19        | Манаенко Яков Иванович         | 14.10.1912 — 23.08.1990 | Свинарь совхоза «Терек» Моздокского района Северо-Осетинской АССР                                                               | 22.03.1966      | сельское хозяйство | [ ГС 25 ] |
| 20        | Марзоев Казбек Хадзмуссаевич   | 03.07.1926 — 23.08.1991 | Председатель колхоза имени Коста Хетагурова Ардонского района Северо-Осетинской АССР                                            | 30.04.1966      | сельское хозяйство | [ ГС 26 ] |
| 20.000007 | Маркин Иван Яковлевич          | 1896—1986               | Старший механик Коста-Хетагуровской МТС Северо-Осетинской АССР                                                                  | 09.03.1948      | сельское хозяйство | [ ГС 27 ] |
| 20.000008 | Мистулов Агубе Габатович       | 1912 — 20.11.1968       | Заведующий районным отделом сельского хозяйства Коста-Хетагуровского района Северо-Осетинской АССР                              | 09.03.1948      | сельское хозяйство | [ ГС 28 ] |
| 21        | Накусов Дагко Еламурзаевич     | 02.02.1919 — 2007       | Бригадир колхоза «Кавказ» Кировского района Северо-Осетинской АССР                                                              | 07.12.1973      | сельское хозяйство | [ ГС 29 ] |
| 22        | Ногаев Фёдор Дзабоевич         | 20.09.1930 — 19.02.2010 | Фрезеровщик Ордожникидзевского завода «Магнит» Министерства электронной промышленности СССР, Северо-Осетинская АССР             | 29.03.1976      | электронпром       | [ ГС 30 ] |
| 23        | Тимофеев Владимир Петрович     | 29.05.1912 — 1995       | Механик Прохладненской дистанции пути Северо-Кавказской железной дороги, Северо-Осетинская АССР                                 | 04.05.1971      | транспорт          | [ ГС 31 ] |
| 24        | Филатов Василий Алексеевич     | 1912 — ????             | Мастер-плавильщик завода «Электроцинк» Северо-Осетинского совнархоза, гор. Орджоникидзе                                         | 09.06.1961      | электротехпром     | [ ГС 32 ] |
| 25        | Хадарцев Кантемир Угалукович   | 12.03.1930 — 19.07.1998 | Бригадир забойщиков Садонского рудоуправления Северо-Осетинского совнархоза                                                     | 28.05.1960      | металлургия        | [ ГС 33 ] |
| 26        | Хугаев Хазби Шобикаевич        | 01.05.1923 — 17.11.1996 | Председатель колхоза «Красная Осетия» Моздокского района Северо-Осетинской АССР                                                 | 13.03.1981      | сельское хозяйство | [ ГС 34 ] |
| 27        | Цаликова Нина Ахметовна        | 1924 — 12.05.2003       | Учительница средней школы № 15 гор. Орджоникидзе, Северо-Осетинская АССР                                                        | 01.07.1968      | образование        | [ ГС 35 ] |
| 28        | Цомартов Афако Кайтикоевич     | 15.03.1925 — 05.03.1973 | Старший плавильщик завода «Электроцинк» Министерства цветной металлургии СССР, гор. Орджоникидзе Северо-Осетинской АССР         | 30.03.1971      | металлургия        | [ ГС 36 ] |
| 29        | Шанаев Казбек Исламович        | 21.05.1912 — 01.09.1988 | Звеньевой колхоза «Заря» Правобережного района Северо-Осетинской АССР                                                           | 23.06.1966      | сельское хозяйство | [ ГС 37 ] |
| 30        | Щербинин Николай Антонович     | 1916—1990               | Председатель колхоза имени Легейдо Дигорского района Северо-Осетинской АССР                                                     | 08.04.1971      | сельское хозяйство | [ ГС 38 ] |
| 31        | Юречко Василий Ильич           | 1910—1975               | Бригадир тракторной бригады Пригородной МТС Северо-Осетинской АССР                                                              | 09.03.1948      | сельское хозяйство | [ ГС 39 ] |

### Комментарии
1. ↑  О присвоении звания Героя Социалистического Труда передовикам сельского хозяйства Северо-Осетинской АССР // Ведомости Верховного Совета СССР. — 1948. — № 11. — С. 2.
2. ↑  В тексте Указа отчество — Михайлович.
3. ↑  В тексте Указа — Иванович.

## Уроженцы Северной Осетии, удостоенные звания Героя Социалистического Труда в других регионах СССР
| №  | Фамилия, имя, отчество         | Даты жизни              | Деятельность | Дата присвоения | Отрасль            | ГС        |
| -- | ------------------------------ | ----------------------- | --- | --------------- | ------------------ | --------- |
| 1  | Адлер Отто Рудольфович         | род. 17.02.1934         | Комбайнёр совхоза «Кзыл-Агашский» Аксуского района Алма-Атинской области | 19.04.1967      | сельское хозяйство | [ ГС 1 ]  |
| 2  | Бекузаров Руслан Камбулатович  | 27.09.1927 — 21.11.2001 | Директор совхоза имени Чапаева Советского района Северо-Казахстанской области                                                                                                 | 06.09.1973      | сельское хозяйство | [ ГС 2 ]  |
| 3  | Бембишев Эрдне Мендеринович    | 08.02.1900 — 1972       | Старший чабан зерносовхоза № 112 Западного района Калмыцкой АССР | 21.08.1959      | сельское хозяйство | [ ГС 3 ]  |
| 4  | Бессолов Аслан-Бек Темболович  | 04.06.1912 — 1967       | Управляющий трестом «Красноармейскуголь» комбината «Москвоуголь» Министерства угольной промышленности СССР, Тульская область                                                  | 26.04.1957      | углепром           | [ ГС 4 ]  |
| 5  | Дудуев Пётр Сергеевич          | 15.06.1903 — 31.08.1974 | Начальник комбината «Свердловскуголь» Министерства угольной промышленности восточных регионов СССР, бывший начальник комбината «Приморскуголь»                                | 28.08.1948      | углепром           | [ ГС 5 ]  |
| 6  | Евтушенко Николай Никитович    | род. 11.05.1921         | Председатель колхоза «Красная нива» Майского района Кабардино-Балкарской АССР                                                                                                 | 22.03.1966      | сельское хозяйство | [ ГС 6 ]  |
| 7  | Кабаидзе Владимир Павлович     | 24.01.1924 — 18.09.1998 | Генеральный директор Ивановского станкостроительного производственного объединения имени 50-летия СССР Министерства станкостроительной и инструментальной промышленности СССР | 05.06.1985      | станкопром         | [ ГС 7 ]  |
| 8  | Капырин Георгий Ильич          | 29.01.1910 — 07.05.1982 | Директор ЦНИИ-48 Государственного комитета по судостроению СССР, гор. Ленинград                                                                                               | 28.04.1963      | судостроение       | [ ГС 8 ]  |
| 9  | Колесников Фёдор Львович       | 1907 — 31.08.1992       | Мастер нефтепромыслового управления «Малгобекнефть» Чечено-Ингушского совнархоза                                                                                              | 28.05.1960      | нефтепром          | [ ГС 9 ]  |
| 10 | Кучиев Юрий Сергеевич          | 26.08.1919 — 14.12.2005 | Капитан атомного ледокола «Арктика» Мурманского морского пароходства Министерства морского флота СССР                                                                         | 14.09.1977      | транспорт          | [ ГС 10 ] |
| 11 | Паук Марина Яковлевна          | 30.10.1917 — 09.05.1999 | Заведующая нефтепромыслом № 1 нефтепромыслового управления «Малгобекнефть» объединения «Грознефть» Министерства нефтедобывающей промышленности СССР, Чечено-Ингушская АССР    | 23.05.1966      | нефтепром          | [ ГС 11 ] |
| 12 | Петросьянц Андраник Мелконович | 08.05.1906 — 02.10.2005 | Председатель Государственного комитета Совета Министров СССР по атомной энергии, бывший заместитель Министра среднего машиностроения СССР, гор. Москва                        | 07.03.1962      | атомпром           | [ ГС 12 ] |
| 13 | Тавитов Михаил Давидович       | 03.01.1914 — 19.01.2004 | Старший зоотехник каракулеводческого совхоза «Сараджинский» Министерства внешней торговли СССР, Тахта-Базарский район Марыйской области                                       | 15.09.1948      | сельское хозяйство | [ ГС 13 ] |
| 14 | Толасов Борис Константинович   | 03.01.1928 — 14.11.1992 | Председатель колхоза «Красный хлебороб» Иланского района Красноярского края                                                                                                   | 29.08.1986      | сельское хозяйство | [ ГС 14 ] |
| 15 | Урусов Владислав Григорьевич   | 27.11.1927 — 14.03.2001 | Машинист горного комбайна шахты «Шолоховская-Восточная» комбината «Ростовуголь» Министерства угольной промышленности СССР, Ростовская область                                 | 30.03.1971      | углепром           | [ ГС 15 ] |
| 16 | Усанов Иван Алексеевич         | 12.11.1912 — 26.10.1994 | Председатель колхоза имени XXII съезда КПСС Советского района Ставропольского края                                                                                            | 30.04.1966      | сельское хозяйство | [ ГС 16 ] |

## Герои Социалистического Труда, прибывшие в Северную Осетию на постоянное проживание из других регионов
| № | Фамилия, имя, отчество     | Даты жизни              | Деятельность                                                                                  | Дата присвоения | Отрасль            | ГС       |
| - | -------------------------- | ----------------------- | --------------------------------------------------------------------------------------------- | --------------- | ------------------ | -------- |
| 1 | Ким Ин-Бем                 | 1919 — ????             | Звеньевой колхоза имени Димитрова Нижне-Чирчикского района Ташкентской области                | 17.07.1951      | сельское хозяйство | [ ГС 1 ] |
| 2 | Семёнов Гавриил Васильевич | 22.06.1922 — 10.06.2018 | Звеньевой механизированного звена колхоза имени Калинина Курского района Ставропольского края | 08.04.1971      | сельское хозяйство | [ ГС 2 ] |
| 3 | Тен Енсеб                  | 1912 — 27.09.1987       | Агроном колхоза «Полярная звезда» Средне-Чирчикского района Ташкентской области               | 18.05.1949      | сельское хозяйство | [ ГС 3 ] |
| 4 | Цай Рен                    | 10.03.1910 — ????       | Звеньевая колхоза «Дальний Восток» Каратальского района Талды-Курганской области              | 28.03.1948      | сельское хозяйство | [ ГС 4 ] |

## Лица, в отношении которых Указ о присвоении звания Героя Социалистического Труда отменён
| № | Фамилия, имя, отчество        | Даты жизни        | Деятельность                                                                         | Дата присвоения | Дата отмены | Отрасль            | ГС       |
| - | ----------------------------- | ----------------- | ------------------------------------------------------------------------------------ | --------------- | ----------- | ------------------ | -------- |
| 1 | Бадтиев Ахамбек Адыльгериевич | 1905 — ????       | Председатель Пригородного райисполкома Северо-Осетинской АССР                        | 09.03.1948      | 17.12.1949  | сельское хозяйство | [ ГС 1 ] |
| 2 | Гуриев Елизар Ваноевич        | 1912 — ????       | Заведующий райотделом сельского хозяйства Пригородного района Северо-Осетинской АССР | 09.03.1948      | 17.12.1949  | сельское хозяйство | [ ГС 2 ] |
| 3 | Калагов Григорий Владимирович | 23.03.1910 — ???? | Секретарь Пригородного райкома ВКП(б), Северо-Осетинская АССР                        | 09.03.1948      | 17.12.1949  | госуправление      | [ ГС 3 ] |